# Deutsches Meisterschaftsrudern 1898
Das 17. Deutsche Meisterschaftsrudern wurde 1898 in Bremen ausgetragen. Wie in den Jahren zuvor wurde nur im Einer der Männer ein Meister ermittelt. Deutscher Meister wurde Max Sommerfeld vom Danziger Ruderverein.

## Medaillengewinner
| Bootsklasse | Gold                         | Silber                               | Bronze                              |
| ----------- | ---------------------------- | ------------------------------------ | ----------------------------------- |
| Einer       | Max Sommerfeld (Danziger RV) | Paul Schultze-Denhardt (Berliner RC) | Paul Sommerkamp (RC Kosmos Hamburg) |